# Dexter Darden
Dexter Darden (Camden (New Jersey), 24 juni 1991) is een Amerikaans acteur. Hij speelde in diverse films en series, waaronder The Maze Runner, Victorious en Saved by the Bell.

## Filmografie

### Film
- 2010: Standing Ovation, als MC John
- 2012: Joyful Noise, als Walter Hill
- 2013: Geography Club, als Jared Sharp
- 2014: The Maze Runner, als Frypan
- 2015: Maze Runner: The Scorch Trials, als Frypan
- 2018: Burden, als Kelvin Kennedy
- 2018: Maze Runner: The Death Cure, als Frypan
- 2020: Son of the South, als John Lewis
- 2020: The Binge, als Hags
- 2023: Chang Can Dunk, als DeAndre
- 2024: Half Baked: Totally High, als JR

### Televisie
- 2008: Minutemen, als Chester
- 2009: Poor Paul, als Bobby the Fish
- 2010: Cougar Town, als Glee Club-lid
- 2010: Victorious, als Nate
- 2012: Strawberry Summer, als Noah
- 2016, 2022: Hell's Kitchen, als zichzelf
- 2016: Making Moves, als Noah
- 2020: Saved by the Bell, als Devante Young
- 2023: Non-Evil Twin, als Marcus
- 2024: Fight Night: The Million Dollar Heist, als Muhammad Ali